# Преокрет (коалиција)
Преокрет је бивша политичка коалиција у Србији, настала крајем 2011. Чиниле су је Либерално-демократска партија, Српски покрет обнове, Социјалдемократска унија, Богата Србија, Војвођанска партија, Демократска партија Санџака, Зелена еколошка партија — зелени, Партија Бугара Србије, Заплање-Моја кућа и одређени број интелектуалаца. Подршку овој коалицији пружају и Асоцијација слободних и независних синдиката и неке невладине организације. Ова коалиција створена је са циљем да се убрзају европске и отпочну евроатлантске интеграције Србије, те усвоје европски стандарди и вредности у друштву.

## Настанак
Дана 5. новембра 2011. јавности је представљен проглас „Преокрет — Србију у Европу, Европу у Србију“, који су потписале Либерално-демократска партија, Српски покрет обнове и Социјалдемократска унија, као и одређени број интелектуалаца, а касније су им се придружиле неке регионалне и мањинске партије и невладине организације.
У прогласу се тражи промена државне политике према Косову, те да се уважи стварност која је настала повлачењем Србије са Косова 1999, након Кумановског споразума, који је у прогласу назван „капитулацијуом“. У прогласу се наводи да је циљ потписника да „уједине све оне који су за Србију у Европи“, те се критикује тренутна Влада Србије и њено, како је наведено, „повлађивање антиевропској хистерији“.
Након представљања прогласа, лидер Либерално-демократске партије Чедомир Јовановић упутио је позив патријарху, председнику Србије Борису Тадићу, и председнику САНУ да га потпишу. Председник Србије Борис Тадић је истог дана изјавио да неће потписати проглас, јер се „суштински не слаже са политиком одустајања од легитимних државних и националних интереса“. Либерално-демократска партија је 8. и 13. новембра 2011. саопштила да је проглас потписао велики број професора, редитеља, писаца, музичара и представника невладиног сектора.
Упркос потписивању прогласа и заједничком деловању, предизборна коалиција између Либерално-демократске партије, Српског покрета обнове и Социјалдемократске уније није формирана ни до краја 2011.
Председништво Српског покрета обнове је 22. јануара 2012. донело једногласну одлуку у којој се залаже за сарадњу са чланицама „покрета Преокрет“. Због непризнавања и критиковања ове одлуке, Срђан Срећковић и Сања Чековић су искључени из странке. Њих двоје су основали фракцију „изворни Српски покрет обнове“.
На конференцији за новинаре која је одржана 11. марта 2012, Чедомир Јовановић је најавио предизборну коалицију са СПО, СДУ, АСНС, Богатом Србијом и неким регионалним странкама. Заједничка изборна листа ће се звати „Преокрет“, а њен носилац ће бити Чедомир Јовановић. Према договору о расподели мандата, Асоцијација самосталних и независних синдиката ће добити два посланичка места, док ће Српски покрет обнове добити самостални посланички клуб.
Током 2013. коалиција је де факто престала да постоји.